# Citadel of Crime
Pour plus de détails, voir Fiche technique et Distribution.
Citadel of Crime est un film américain réalisé par George Sherman, sorti en 1941.

## Fiche technique
- Titre : Citadel of Crime
- Réalisation : George Sherman
- Scénario : Don Ryan
- Photographie : Ernest Miller
- Montage : Lester Orlebeck (en)
- Pays de production : États-Unis
- Format : Noir et blanc - 1,37:1
- Genre : drame
- Durée : 58 minutes
- Date de sortie : 1941

## Distribution
- Robert Armstrong : Cal Fullerton
- Frank Albertson : Jim Rogers
- Linda Hayes : Ellie Jackson
- Russell Simpson : Jess Meekins
- Richard 'Skeets' Gallagher : Chet
- William Haade : Turk
- Jay Novello : Vince
- Paul Fix : Nick Gerro
- Bob McKenzie (en) : Martin Jackson
- Wade Crosby : Rufe
- William Benedict (en) : Wes Rankins